# 貂蟬 (電視劇)
《貂蟬》是香港亞洲電視製作並於1987年2月首播的電視劇，本劇由盧榮光故事編審、李艷芳監製，是亞洲電視在1984-1987年期間開拍的三部「四大美人」劇集之一。由1986年亞洲小姐的冠軍利智飾演主角貂蟬，最终成為其唯一的電視劇作品。

## 演員表
- 利　智 飾 貂蟬
- 湯鎮宗 飾 呂布
- 王　偉 飾 董卓
- 吳　寧 飾 李釧兒
- 鮑漢琳 飾 王允
- 劉少君 飾 樂奔
- 關偉倫 飾 李肅
- 江　圖 飾 李儒
- 蔡國慶 飾 苗蓋
- 吳廷燁 飾 士孫瑞
- 梁漢威 飾 龐溫
- 祈安業 飾 漢獻帝
- 李　岡 飾 董璜
- 區靄玲 飾 容如
- 陳迪華 飾 小鬟
- 劉素芳 飾 嚴氏
- 劉雲峯 飾 李傕
- 吳仕德 飾 郭汜